# Šegotići
Šegotići is een plaats in de gemeente Marčana in de Kroatische provincie Istrië. De plaats telt 94 inwoners (2001).